# Zlatni prsti (album)
A Zlatni prsti a Zlatni prsti együttes 1976-ban megjelent első nagylemeze, melyet az RTB adott ki. Katalógusszáma: LP 55-5278.

## Az album dalai

### A oldal
1. Želim
2. Imam pravo na to
3. Dođi u život moj
4. Draga
5. Čokolada

### B oldal
1. Nemam snage
2. Pevam ti poslednji put
3. Priče o meni
4. Ti nikad nećeš znati
5. Pevajmo ljubavi